# Калатес, Ник
Николас (Ник) Уильям Калатес (греч. Νίκος Καλάθης, англ. Nicholas William Calathes; родился 7 февраля 1989 в Касселберри, Флорида, США) — греческий и американский профессиональный баскетболист, играющий на позиции разыгрывающего защитника.

## Карьера

### Старшая школа
Калатес начал выступать за школу Лэйк Хауэлл (англ. Lake Howell High School), Уинтер-Парк, Флорида и окончил его со званием лучшего бомбардира в истории округа Семинол. Выпускником команды «Гэйторс» и одноклассником Калатеса был Чендлер Парсонс, за Лэйк Хауэлл также выступал и Джой Родригес. Эти игроки помогли команде закончить сезон с рекордным соотношением побед и поражений 31-3 и завоевать титул чемпиона штата Флорида в сезоне 2006-07.

### Колледж
В Юго-восточном дивизионе Калатес выступал за университет Флориды и рассматривался как один из лучших разыгрывающих защитников — по оценкам игрока в своем амплуа он получал 10 из 13 баллов. В 2009 году игрок был выбран в первую команду дивизиона. В своем дивизионе он был одним из лучших с показателями в среднем за матч: более 15 очков, более 5 подборов и более 6 результативных передач. За первые два года выступлений на уровне колледжей Калатес побил два рекорда дивизиона — по количеству результативных передач и по количеству передач за матч. Всего за первый год игрок сделал их 221 (6,1 за матч), а за второй — 231 (6,4). Является рекордсменом дивизиона по количеству передач за первые два года выступлений. Лучший новичок Юго-запада 2008 года. Лидировал в дивизионе по очками и передачам. Выступал на позиции разыгрывающего защитника, атакующего защитника и лёгкого форварда.

#### Новичок года 2007-08
Калатес был новичком года Юго-западного дивизиона (вместе с Патриком Паттерсеном из Кентукки), а также лидировал в этом качестве по количеству набранных очков, набирая в среднем за игру 15,3 очков. Также установил рекорд лиги для новичков по набранным очкам (552), передачам (221), количеству передач за игру (6,1), количеству трехочковых (144) при общем количестве трехочковых бросков (199).

### Панатинаикос
23 мая 2009 года Калатес объявил о том, что перед НБА он перейдет в команду чемпионата Греции «Панатинаикос». По сообщениям, по трёхлетнему контракту игрок получал €2,4 млн, а также клуб обеспечивал ему все бытовые условия, включая дом, машину. Таким образом, Калатес получал доход, сравнимый с доходом новичка в НБА, которого взяли в первом круге драфта. Несмотря на договоренность с греками, игрок выставлялся на драфте НБА 2009 года и был выбран «Миннесотой Тимбервулвз». Затем он был отдан в «Даллас Маверикс» за право выбора во втором раунде драфта 2010 года и некоторую сумму отступных.
В дебютном же сезоне с «Панатинаикосом» стал чемпионом Греции, набирая в среднем за матч 5,4 очков, делая 2,3 результативные передачи и 2 подбора за 15 минут на паркете. Был включен в состав команды на матч лучших молодых игроков Греции (до 22 лет). В нём набрал 6 очков и отдал 6 передач. В 2010 году был назван третьим в списке лучших молодых игроков Греции после Николаоса Паппаса и Вангелиса Манцариса. В сезоне 2010-11 Калатес набирал в среднем 7,8 очков, отдавал 3,2 передачи и делал 3,1 подбор.

## Сборная Греции
У Калатеса двойное гражданство — США и Греции. 30 июня 2008 года игрок получил греческий паспорт и дебютировал за национальную сборную Греции на Чемпионате Европы до 20 лет, который проходил в этом же году. По законодательству США о гражданстве игрок сохранил и гражданство США. В 2009 году дебютировал за первую сборную Греции, с которой завоевал бронзовые медали на первенстве Европы по баскетболу 2009 года. Занял пятое место на турнире по перехватам (1,6 перехвата за игру), а также набирал 4,1 очка, забирал 2 подбора и отдавал 2 результативные передачи при этом находясь на площадке в среднем 18 минут за игру. В полуфинале Греция играла с Испанией. И хотя эту игру сборная Греции проиграла, Калатес набрал 10 очков, сделал 4 подбора, 2 перехвата и отдал 2 результативные передачи. Следующим летом игрок в составе сборной выступал на Чемпионате мира. Греческая команда выступила неудачно, а результативность Калатеса на турнире была следующей: 4,5 очка, 2,3 подбора и 2,5 результативных передач. 
Всего за сборную Греции выступал в 119 матчах, в которых набрал 996 очков (в среднем — 8,37 очков за игру). На Евробаскете 2011 Калатес помог Греции занять 6-е место, набирая в среднем за матч 9,2 очка и делая 3,8 результативных передач. В составе юношеской сборной провел 10 матчей, набрал 115 очков (в среднем — 11,5 очков за матч).
| Статистика              | Лучший показатель | Соперник | Дата             |
| ----------------------- | ----------------- | -------- | ---------------- |
| Очки                    | 22                | Хорватия | 8 августа 2010   |
| Подборы                 | 8                 | Хорватия | 5 сентября 2011  |
| Результативные передачи | 10                | Сербия   | 16 сентября 2011 |
| Перехваты               | 4                 | Хорватия | 5 сентября 2011  |

Я люблю Грецию и мне нравится играть за эту команду в данный конкретный момент времени. — Ник Калатес о Греции

## Достижения

### Школа и колледж
- Чемпион штата Флорида по баскетболу среди школ: (1): 2007
- Новичок года в Юго-восточной конференции: 2008
- «Мистер-баскетбол» штата Флорида: (2): 2006, 2007
- Вторая команда Юго-восточной конференции: 2008

### «Панатинаикос»
- Шестикратный чемпион Греции (2010, 2011, 2017, 2018, 2019, 2020)
- Четырёхкратный обладатель Кубка Греции (2012, 2016, 2017, 2019)
- Чемпион Евролиги (2011)
- MVP чемпионата Греции (2017, 2018, 2019)
- Участник матча всех звёзд Греции (2011, 2018, 2019)

### «Барселона»
- Двукратный обладатель Кубка Испании (2021, 2022)

### «Локомотив-Кубань»
- Победитель Еврокубка (2013)
- MVP Еврокубка (2013)

### Сборная Греции
- Чемпионат Европы по баскетболу 2009: бронзовый призёр
- Победитель турнира Акрополис: (2): 2009, 2010

## Статистика

### Статистика в НБА
| Сезон                                                                                    | Команда | Регулярный сезон | Регулярный сезон | Регулярный сезон | Регулярный сезон | Регулярный сезон | Регулярный сезон | Регулярный сезон | Регулярный сезон | Регулярный сезон | Регулярный сезон | Регулярный сезон | Серия плей-офф | Серия плей-офф | Серия плей-офф | Серия плей-офф | Серия плей-офф | Серия плей-офф | Серия плей-офф | Серия плей-офф | Серия плей-офф | Серия плей-офф | Серия плей-офф |
| Сезон                                                                                    | Команда | GP               | GS               | MPG              | FG%              | 3P%              | FT%              | RPG              | APG              | SPG              | BPG              | PPG              | GP             | GS             | MPG            | FG%            | 3P%            | FT%            | RPG            | APG            | SPG            | BPG            | PPG            |
| ---------------------------------------------------------------------------------------- | ------- | ---------------- | ---------------- | ---------------- | ---------------- | ---------------- | ---------------- | ---------------- | ---------------- | ---------------- | ---------------- | ---------------- | -------------- | -------------- | -------------- | -------------- | -------------- | -------------- | -------------- | -------------- | -------------- | -------------- | -------------- |
| 2013/14                                                                                  | Мемфис  | 71               | 7                | 16,5             | 45,7             | 31,1             | 61,1             | 1,9              | 2,9              | 0,9              | 0,1              | 4,9              | Не участвовал  | Не участвовал  | Не участвовал  | Не участвовал  | Не участвовал  | Не участвовал  | Не участвовал  | Не участвовал  | Не участвовал  | Не участвовал  | Не участвовал  |
| 2014/15                                                                                  | Мемфис  | 58               | 0                | 14,4             | 42,1             | 25,6             | 53,3             | 1,8              | 2,5              | 1,1              | 0,1              | 4,2              | 9              | 3              | 14,0           | 33,3           | 46,2           | 37,5           | 1,8            | 1,8            | 1,0            | 0,1            | 3,7            |
|                                                                                          | Всего   | 129              | 7                | 15,6             | 44,1             | 28,8             | 58,1             | 1,9              | 2,7              | 1,0              | 0,1              | 4,6              | 9              | 3              | 14,0           | 33,3           | 46,2           | 37,5           | 1,8            | 1,8            | 1,0            | 0,1            | 3,7            |
| Наведите курсор мыши на аббревиатуры в заголовке таблицы, чтобы прочесть их расшифровку. |         |                  |                  |                  |                  |                  |                  |                  |                  |                  |                  |                  |                |                |                |                |                |                |                |                |                |                |                |

### Статистика в колледже
| Сезон                                                                                   | Команда | GP | GS | MPG  | FG%  | 3P%  | FT%  | RPG | APG | SPG | BPG | PPG  |  |
| --------------------------------------------------------------------------------------- | ------- | -- | -- | ---- | ---- | ---- | ---- | --- | --- | --- | --- | ---- |  |
| 2007/08                                                                                 | Флорида | 36 | 36 | 32,6 | 42,6 | 36,7 | 72,4 | 5,2 | 6,1 | 1,6 | 0,1 | 15,3 |  |
| 2008/09                                                                                 | Флорида | 36 | 35 | 33,3 | 48,2 | 39,0 | 70,7 | 5,3 | 6,4 | 1,9 | 0,2 | 17,2 |  |
|                                                                                         | Всего   | 72 | 71 | 33,0 | 45,5 | 38,0 | 71,5 | 5,3 | 6,3 | 1,8 | 0,1 | 16,3 |  |
| Наведите курсор мыши на аббревиатуры в заголовке таблицы, чтобы прочесть их расшифровку |         |    |    |      |      |      |      |     |     |     |     |      |  |

### Статистика в других лигах
| Сезон                                                                                   | Команда          | Лига             | GP  | GS  | MPG  | FG%  | 3P%  | FT%  | RPG | APG | SPG | BPG | PPG  |  |
| 2011/12                                                                                 | Все клубы        | Все лиги         | 55  | 33  | 22,8 | 48,5 | 28,7 | 51,9 | 2,5 | 2,8 | 1,5 | 0,0 | 8,0  |  |
| 2011/12                                                                                 | Панатинаикос     | Чемпионат Греции | 33  | 20  | 22,0 | 47,6 | 27,5 | 53,7 | 2,3 | 3,0 | 1,7 | 0,0 | 8,1  |  |
| 2011/12                                                                                 | Панатинаикос     | Евролига         | 22  | 13  | 24,0 | 50,0 | 30,4 | 50,0 | 2,8 | 2,5 | 1,2 | 0,0 | 8,0  |  |
| 2012/13                                                                                 | Все клубы        | Все лиги         | 55  | 51  | 31,7 | 48,6 | 32,0 | 58,1 | 5,0 | 6,1 | 1,5 | 0,1 | 13,4 |  |
| 2012/13                                                                                 | Локомотив-Кубань | Единая лига ВТБ  | 29  | 27  | 30,8 | 50,8 | 36,0 | 57,9 | 4,2 | 6,1 | 1,6 | 0,1 | 14,1 |  |
| 2012/13                                                                                 | Локомотив-Кубань | Кубок Европы     | 17  | 15  | 33,7 | 45,5 | 27,5 | 59,3 | 5,9 | 6,7 | 1,4 | 0,1 | 12,9 |  |
| 2012/13                                                                                 | Локомотив-Кубань | ПБЛ              | 17  | 15  | 29,5 | 48,2 | 27,3 | 58,3 | 5,2 | 4,6 | 1,5 | 0,2 | 12,4 |  |
| 2015/16                                                                                 | Все клубы        | Все лиги         | 61  | 57  | 29,0 | 41,5 | 28,9 | 55,1 | 4,4 | 6,4 | 2,0 | 0,2 | 8,8  |  |
| 2015/16                                                                                 | Панатинаикос     | Чемпионат Греции | 34  | 31  | 28,0 | 41,2 | 26,1 | 53,3 | 4,6 | 6,4 | 1,9 | 0,3 | 8,6  |  |
| 2015/16                                                                                 | Панатинаикос     | Евролига         | 27  | 26  | 30,2 | 41,7 | 32,9 | 56,8 | 4,1 | 6,4 | 2,0 | 0,2 | 9,0  |  |
|                                                                                         |                  | Всего            | 171 | 141 | 27,8 | 46,0 | 29,9 | 55,8 | 4,0 | 5,1 | 1,7 | 0,1 | 10,0 |  |
| Наведите курсор мыши на аббревиатуры в заголовке таблицы, чтобы прочесть их расшифровку |                  |                  |     |     |      |      |      |      |     |     |     |     |      |  |